# Punch Brothers
I Punch Brothers sono un gruppo musicale proveniente da Brooklyn e composto da Chris Thile (mandolino), Gabe Witcher (violino), Noam Pikelny (banjo), Chris Eldridge (chitarra), e Paul Kowert (contrabbasso). A causa del loro originale sound, i Punch Brothers sono stati variamente definiti dalla critica come un gruppo "progressive bluegrass" o come un complesso "da camera classico-country" (New York Times).

## Storia del gruppo
L'attività dei Punch Brothers comincia nel tardo 2005, quando Chris Thile, già mandolinista dei Nickel Creek, decide di stringere una collaborazione con il violinista Gabe Witcher, suo amico d'infanzia.

"Sapevo che avrei voluto mettere su un gruppo insieme a Gabe" racconta Thile "ma non sapevo se sarebbe stato un gruppo rock, un'ambiziosa ensemble classica o un gruppo bluegrass".

A questo proposito, l'incontro con il banjoista Noam Pikelny, al Bluegrass Festival di Telluride, si rivela determinante: abbracciato l'organico bluegrass, i tre musicisti, alla ricerca di un contrabbassista e di un chitarrista, contattano Greg Garrison e Chris Eldridge, entrambi avvezzi al genere.
Consolidatosi durante svariati incontri presso la città di Nashville, il sound del neonato quintetto è già pronto per essere registrato: nel settembre del 2006, il gruppo pubblica l'album How to Grow a Woman from the Ground, sotto il nome di "Chris Thile & the How to Grow a Band". Il disco, contenente 14 tracce, riscuote un buon successo di critica: AllMusic lo definisce "fantastico" e descrive lo stile come "una commistione di bluegrass tradizionale, progressive acustico, e cantautorato"; JamBase non esita a riconoscervi "l'inizio di grandi cose a venire".
Il gruppo, che intanto si era ribattezzato "The Tensions Mountain Boys", non tarda a rimettersi al lavoro e si dedica all'arrangiamento di The Blind Leaving the Blind, una suite in 4 movimenti composta dallo stesso Chris Thile.

Eseguita per la prima volta alla Carnegie Hall, il 17 marzo 2007, la suite viene registrata e inclusa, insieme ad altri brani originali, nel disco Punch, pubblicato con la Nonesuch Records, nel febbraio del 2008; il nome "Punch Brothers", sotto cui viene pubblicato l'album, viene assunto dal gruppo in onore dell'opera "A Literary Nightmare", in cui Mark Twain immaginava di essere tormentato da un motivetto in cui risuonava il verso "Punch brothers! Punch with care!".
Nel novembre del 2008, Greg Garrison viene sostituito, al contrabbasso, da Paul Kowert, allievo di Edgar Meyer.

Dopo 2 anni di tournée in tutto il globo, nel giugno 2010, i Punch Brothers pubblicano il loro terzo disco, Antifogmatic, "toccasana" per l'ascoltatore, al pari di quelle bevande (come il rum o il whiskey) cui una credenza del XIX secolo attribuiva capacità medicinali contro fastidi causati dall'umidità e dalla nebbia.
L'album viene pubblicato anche in versione deluxe con l'aggiunta di un EP di 4 canzoni dal titolo All Of This Is True e del DVD Live from the Lower East Side: It's p-Bingo Night! contenente 7 brani registrati dal vivo, con la regia di Mark Meatto; sarà sempre quest'ultimo a curare, nel 2011, la regia del documentario How to Grow a Band, incentrato sulla biografia del gruppo.
Nel febbraio del 2012 vede la luce il quarto album dei Punch Brothers, Who's Feeling Young Now?, che il sito web "The A.V. Club" definisce "eccezionalmente vicino alle odierne sonorità Indie rock". Il disco è presto seguito dall'EP Ahoy! e da un singolo, Dark Days, con cui il gruppo contribuisce alla colonna sonora del film The Hunger Games.
Tra novembre e dicembre 2014, il gruppo annuncia la pubblicazione di un quinto album con la pubblicazione di due singoli, estratti dall'album stesso, I Blew It Off e Julep.

Prodotto da T Bone Burnett e dedicato al tema della comunicazione, The Phosphorescent Blues esce il 27 gennaio 2015, inaugurando una nuova stagione di tournée per il gruppo.

## Formazione

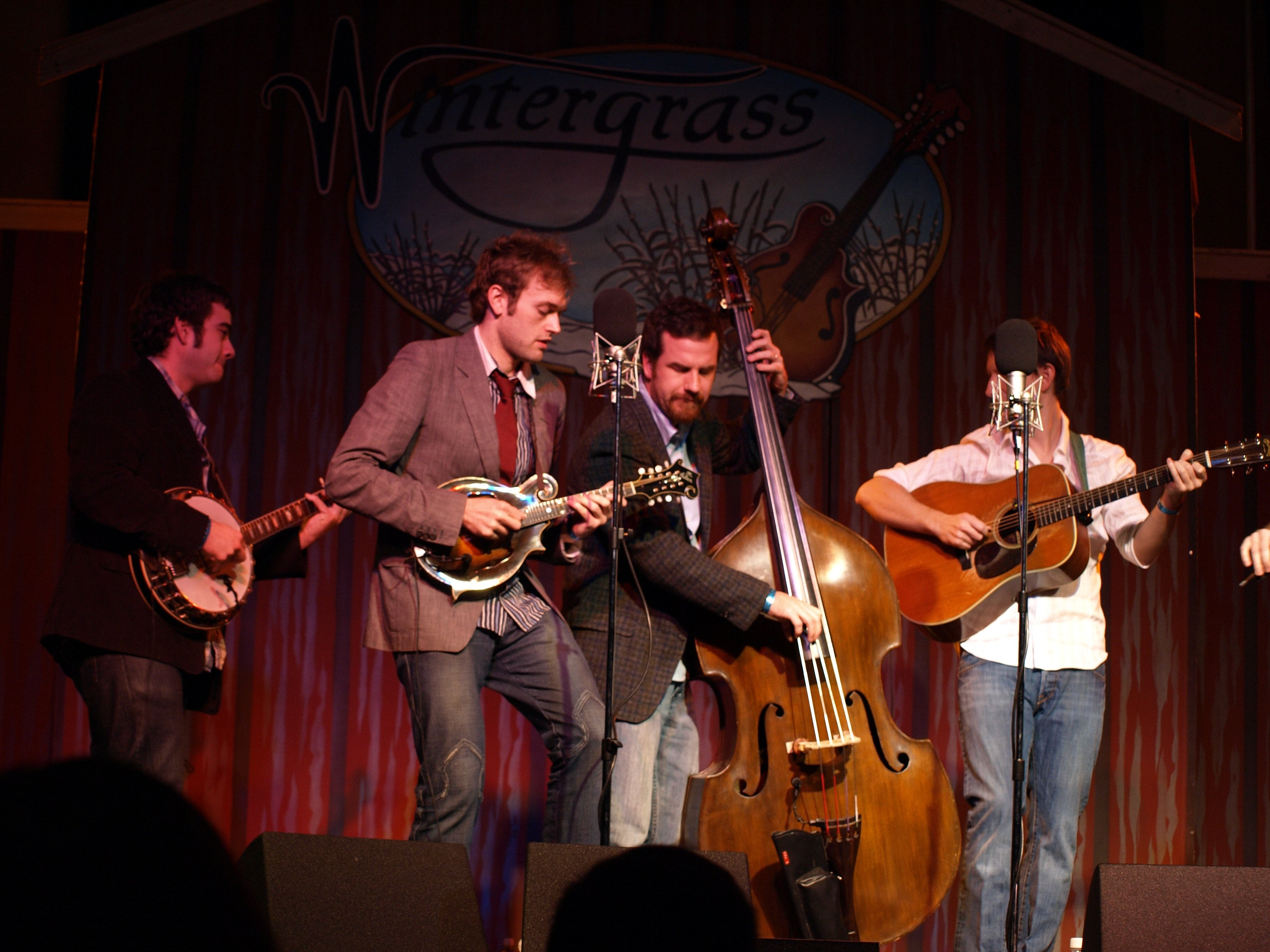
I Punch Brothers in concerto nel 2008.

### Formazione attuale
- Chris Thile – mandolino, voce
- Gabe Witcher – violino, voce
- Noam Pikelny – banjo, voce
- Chris Eldridge – chitarra, voce
- Paul Kowert – contrabbasso, voce

### Ex componenti
- Bryan Sutton – chitarra, voce (2006–2007)
- Greg Garrison – contrabbasso, voce (2006–2008)

## Discografia

### Album in studio
- 2006 – How to Grow a Woman from the Ground (come Chris Thile & the How to Grow a Band)
- 2008 – Punch
- 2010 – Antifogmatic
- 2012 – Who's Feeling Young Now?
- 2015 – The Phosphorescent Blues
- 2015 – The Wireless
- 2018 – All Ashore
- 2022 - Hell on Church Street

### EP
- 2012 – Ahoy!